# David Bates (físic)
David Bates   (Omagh, 18 de novembre de 1916 - Belfast, 5 de gener de 1994) va ser un físic i matemàtic nord-irlandès.

## Vida i Obra
Tot i haver nascut a Omagh, la família es va traslladar a Belfast quan ell tenia nou anys i va ser escolaritzat en aquesta ciutat, mentre el pare mantenia el seu negoci farmacèutic a Omagh. Va ingressar a la universitat Queen's de Belfast el 1934, graduant-se amb el 1937 i obtenint el màster el 1938. Quan el seu mestre, el físic Harrie Massey, va marxar al University College de Londres, el va cridar com estudiant de recerca, però l'esclat de la Segona Guerra Mundial va interrompre els seus estudis. Durant la guerra va treballar per l'Almirallat Britànic fent estudis per desmagnetitzar els vaixells per protegir-los de les mines magnètiques marines.
En acabar la guerra, va tornar al University College, on va fer importants treballs amb Massey sobre l'atmosfera superior. El 1951 va ser nomenat professor de la universitat Queen's de Belfast on va romandre fins a la seva jubilació el 1982 i on va crear una important escola de física molecular, atòmica i òptica. Va ser un ferm partidari de la superació del conflicte entre catòlics i protestants i va ser un dels fundadors del Partit de l'Aliança d'Irlanda del Nord, l'únic partit no sectari de la regió, del qual va ser vicepresident fins a la seva mort el 1994.
Bates va publicar més de tres-cents articles científics.